# Pressac
Pressac är en kommun i departementet Vienne i regionen Nouvelle-Aquitaine i västra Frankrike. Kommunen ligger i kantonen Availles-Limouzine som tillhör arrondissementet Montmorillon. År 2022 hade Pressac 551 invånare.

## Befolkningsutveckling
Antalet invånare i kommunen Pressac
| Referens: INSEE |